# Juan Manuel Ortiz Palazón
Juan Manuel Ortiz Palazón, conegut futbolísticament com a Juanma Ortiz (nascut l'1 de març del 1982 a Guardamar del Segura), és un exfutbolista valencià que jugava com a lateral dret tot i que també podia jugar de migcampista o lateral esquerre. Va debutar amb l'Atlétic de Madrid B la temporada 2000-01 i es va retirar després de jugar la temporada 2010-20 amb el club de futbol La Nucía.